# Samtgemeinde Gronau (Leine)
La comunità amministrativa di Gronau (Leine) (Samtgemeinde Gronau (Leine)) si trovava nel circondario di Hildesheim nella Bassa Sassonia, in Germania.
A partire dal 1º novembre 2016 è stata sciolta, i comuni che ne facevano parte, a parte Eime, sono confluiti nel comune di Gronau (Leine). 
Contestualmente i comuni della Samtgemeinde Duingen sono confluiti nel comune di Duingen che insieme ad Eime e Gronau (Leine) è entrato a far parte della neocostituita Samtgemeinde Leinebergland.

## Suddivisione
Comprendeva 7 comuni:
1. Banteln
2. Betheln
3. Brüggen
4. Despetal
5. Eime
6. Gronau (Leine) (città)
7. Rheden

Il capoluogo era Gronau (Leine).